# Kitzinger Straße 2 (Mainbernheim)

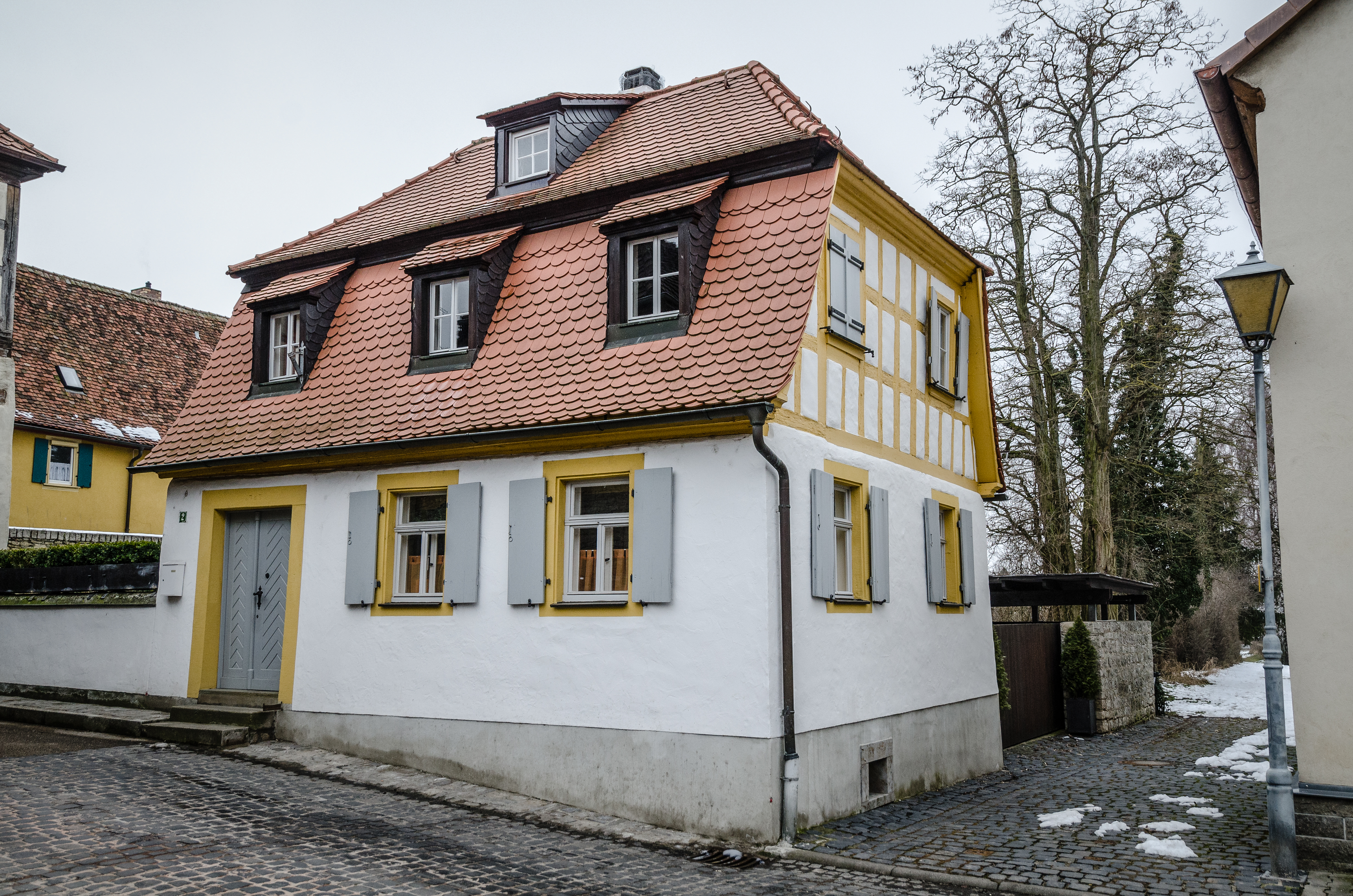
Das Haus Kitzinger Straße 2

Das Haus Kitzinger Straße 2 (auch Wachthaus am Unteren Tor) ist ein denkmalgeschütztes Gebäude am Rande der Mainbernheimer Altstadt im unterfränkischen Landkreis Kitzingen.

## Geschichte
Die Geschichte des Hauses vor dem Unteren Tor ist eng mit der Stadtbefestigung der Stadt Mainbernheim verbunden. So errichtete man im 18. Jahrhundert sogenannte Wachthäuser, um den Zoll, der zum Eintritt in die Stadt gezahlt werden musste, eintreiben zu können. Das Wachthaus am Unteren Tor war im Jahr 1787 fertiggestellt, worauf eine Inschrift hinweist. Zusammen mit dem Haus Kitzinger Straße 2 entstand ein weiterer, ähnlicher Bau an der Nürnberger Straße. Das Haus wird heute vom Bayerischen Landesamt für Denkmalpflege als Baudenkmal eingeordnet.

## Beschreibung
Das Haus präsentiert sich als eingeschossiges Halbwalmhaus mit Mansarddach. Der Giebel weist Fachwerk auf, das in den Formen des späten 18. Jahrhunderts mit schlichtem Rasterfachwerk errichtet wurde. Die Tür- und Fenstereinfassungen sind ohne Ohrungen gehalten und weisen lediglich eine einfache Falz auf. Im Inneren wurde ursprünglich eine Kreuzteilung der Räume angelegt. Besonders bedeutsam ist die offene Alkove neben der Küche, die auch bei den Gärtnerhäusern in Bamberg zu finden ist.